# Virat Kohli
Virat Kohli, bijnaam 'Cheeku' (Delhi, 5 november 1988) is een Indiase cricketspeler. Hij was tussen 2013 en 2022 de aanvoerder ('Captain') van het Indiase team in het testcricket en (sinds 2012) de vice-captain in One Day Internationals (ODI), de eendagswedstrijden. Hij is een rechtshandige batsman en wordt beschouwd als een van de beste slagmannen in de wereld. In de ODI-rankings van de International Cricket Council (ICC) haalde hij in 2013 voor het eerst de eerste plaats van de batsmen. In 2012 werd hij door de ICC uitgeroepen als de beste ODI-speler van het jaar. In de Indian Premier League speelt hij voor de Royal Challengers Bangalore, waarvan hij sinds 2013 de aanvoerder is. Hij is mede-eigenaar van de voetbalclub FC Goa, tennisteam UAE Royals en worstelteam Bengaluru Yodhas.
In 2018 kreeg hij zijn eigen wassenbeeld in het Madame Tussauds.
Sinds december 2017 is hij gehuwd met de Indiase actrice Anushka Sharma. Op 11 januari 2021 verwelkomden het stel dochter Vamika.